# André Lavagne
André Lavagne (12 de julio de 1913 - 21 de marzo de 2014) fue un compositor francés. Trabajó sobre todo en películas cortas, tales como: L'amour maternel chez les animaux (1944) y Un amour de parapluie (1951). Nació en París.
Lavagne murió de causas naturales el 21 de marzo de 2014 en París. Él tenía 100 años.